# Вилар Пероза
Вилар Пероза (итал. Villar Perosa) је насеље у Италији у округу Торино, региону Пијемонт.
Према процени из 2011. у насељу је живело 3930 становника. Насеље се налази на надморској висини од 502 м.

## Становништво
| 1931. | 1936. | 1951. | 1961. | 1971. | 1981. | 1991. | 2001. | 2011. |
| ----- | ----- | ----- | ----- | ----- | ----- | ----- | ----- | ----- |
| 2.440 | 2.511 | 2.852 | 3.785 | 4.012 | 4.237 | 4.241 | 4.170 | 4.149 |